# Mastigoproctus floridanus
Espèce
Synonymes
- Mastigoproctus giganteus floridanus Lönnberg, 1897

Mastigoproctus floridanus est une espèce d'uropyges de la famille des Thelyphonidae.

## Distribution
Cette espèce est endémique de Floride aux États-Unis.

## Description
Les mâles mesurent jusqu'à 51,8 mm et les femelles jusqu'à 60,6 mm.

## Publication originale
- Lönnberg, 1897 : Skorpioner och Pedipalper I Uppsala Universitets Zoologiska Museum. Entomologisk Tidskrift vol. 18, p. 175–192.